# Portugál escudo
A portugál escudo (Portugálul: Escudo português; ISO 4217-kód: PTE; pénzjel: $.) Portugália hivatalos pénzneme volt az euró bevezetése előtt, váltópénze a centavo.

## Galéria

### Bankjegyek
Történetes során portugál escudo bankjegyekből 1913 és 2002 között 50 centavo, 1, 2,5, 5, 10, 20, 50, 100, 500, 1000, 2000, 5000 és 10 000 escudós címletek kerültek forgalomba.

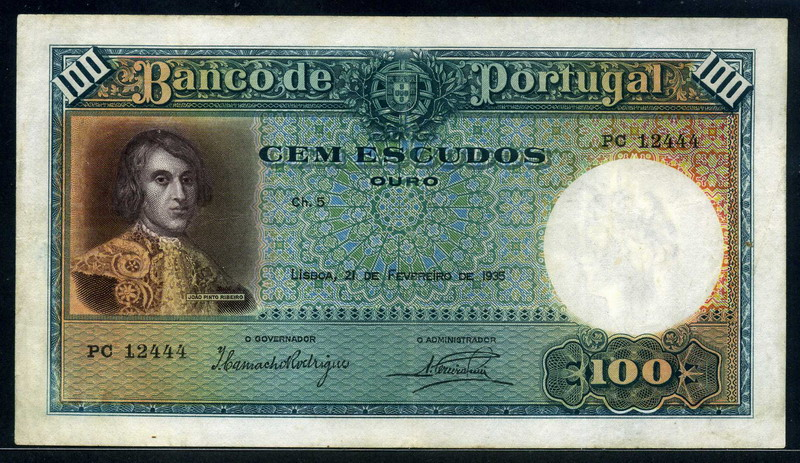
Portugál 5 escudo bankjegy az 1920-as sorozatból.
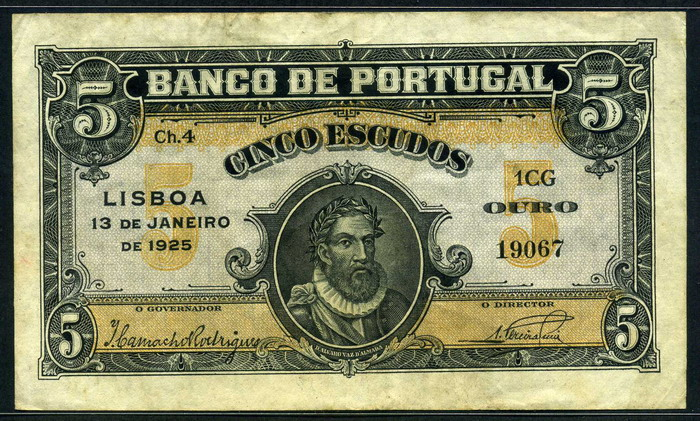
Portugál 5 escudo bankjegy az 1925-ös sorozatból.
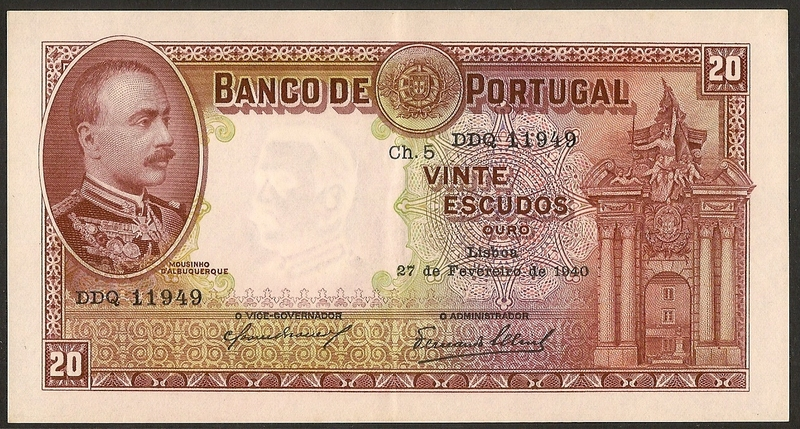
Portugál 20 escudo bankjegy az 1940-es sorozatból.
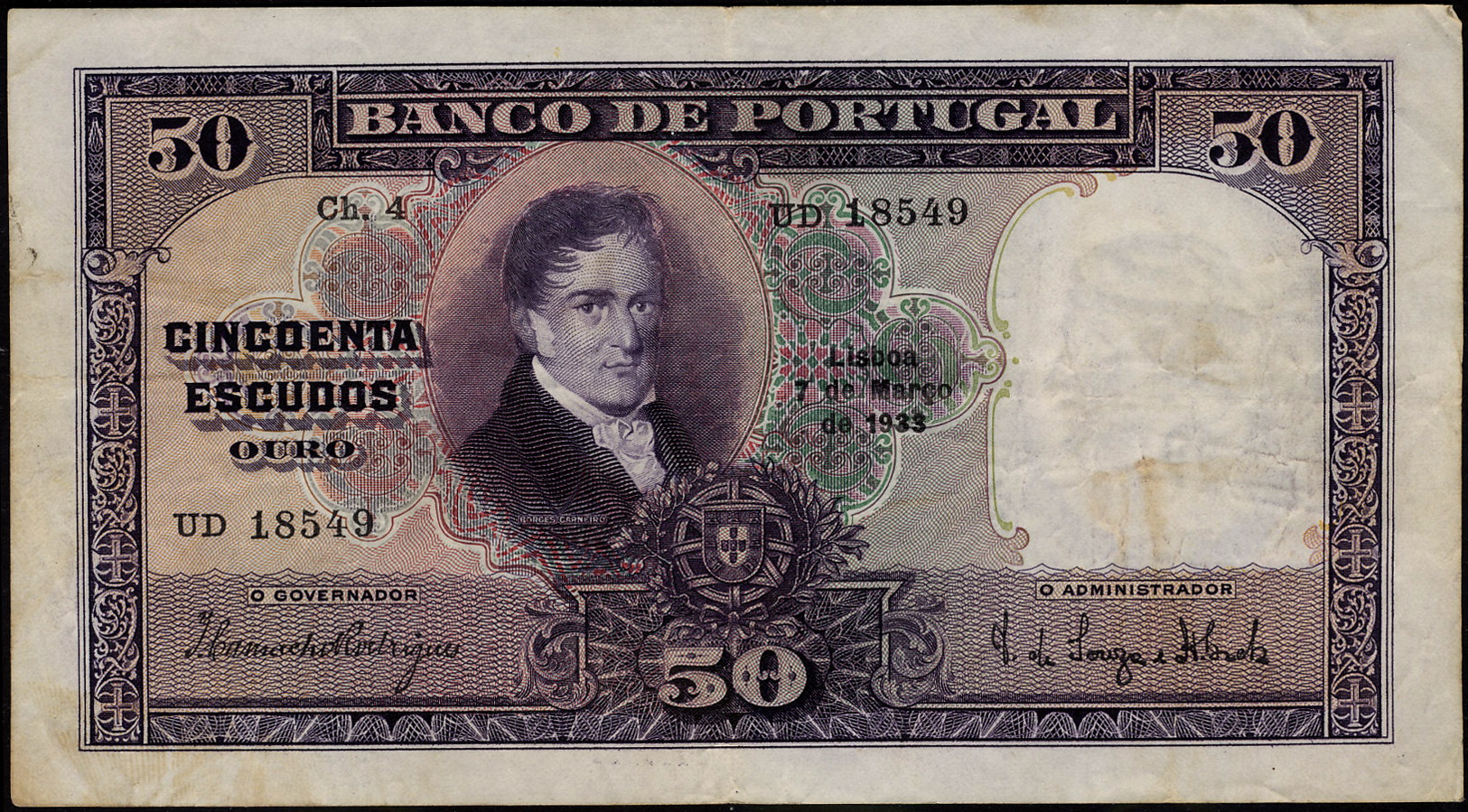
Portugál 50 escudo bankjegy az 1933-as sorozatból.
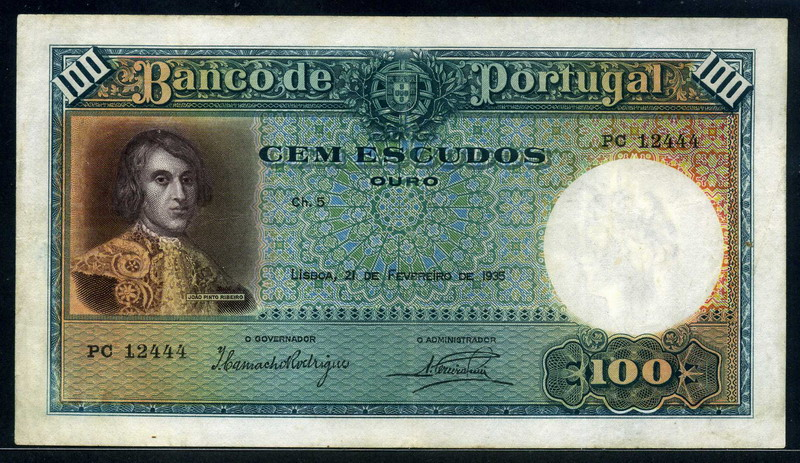
Portugál 100 escudo bankjegy az 1935-ös sorozatból.
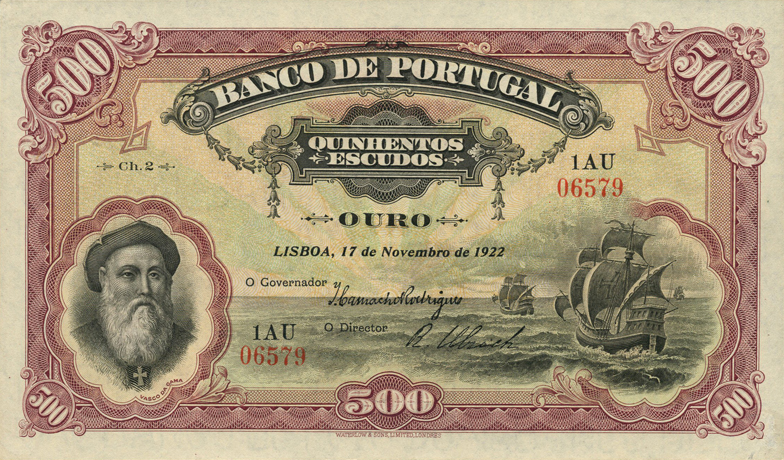
Portugál 500 escudo bankjegy az 1922-es sorozatból.